# River Heads
River Heads – miasto w Australii, w stanie Queensland.